# Martin Tošev
Martin Vasilev Tošev (in bulgaro Мартин Василев Тошев?; traslitterazione anglosassone: Martin Toshev; Sofia, 15 agosto 1990) è un calciatore bulgaro, attaccante dello Sportist.

## Carriera

### Club
Proviene dalle giovanili del CSKA Sofia. Dal gennaio del 2008 Toshev milita nelle file del Colonia per sei mesi, ma successivamente ritornò alla squadra da cui proveniva. Nel 2009 si trasferisce al Černomorec Burgas.

### Nazionale
Toshev ha preso parte a numerose partite dell'Under-19 e dell'Under-21 bulgare.

## Palmarès

### Club

#### Competizioni nazionali
- Supercoppa di Bulgaria: 1

CSKA Sofia: 2008
- Campionato libanese: 1

Ahed: 2018-2019
- Coppa del Libano: 1

Ahed: 2018-2019
- Supercoppa di Libano: 1

Ahed: 2019

#### Competizioni internazionali
- Coppa dell'AFC: 1

Ahed: 2019

### Individuale
- Capocannoniere della Vtora profesionalna futbolna liga: 1

2024-2025 (18 reti)